# Championnat de Grenade de football 2013
Navigation
Saison précédente Saison suivante
La saison 2013 du Championnat de Grenade de football est la quarante-deuxième édition de la Premier Division, le championnat national à la Barbade. Les dix équipes engagées sont regroupées au sein d'une poule unique où elles s'affrontent à deux reprises. En fin de saison, les deux derniers du classement sont relégués tandis que le 8e dispute un barrage de promotion-relégation face au 3e de First Division.
C'est le Hard Rock FC, double tenant du titre, qui remporte à nouveau la compétition cette saison après avoir terminé en tête du classement final, avec deux points d'avance sur l'ASOMS Paradise et dix sur Queens Park Rangers. C'est le troisième titre de champion de Grenade de l'histoire du club, qui réalise même le doublé en s'imposant en finale de la Coupe de Grenade face à Carib Hurricanes FC.

## Les clubs participants
- Carib Hurricanes FC
- ASOMS Paradise
- Hard Rock FC
- Queens Park Rangers
- Fontenoy United
- Happy Hill FC - Promu de First Division
- Ball Dogs FC - Promu de First Division
- Five Stars FC - Promu de First Division
- Grenada Boys Secondary School FC
- Eagle Super Strikers

## Compétition
Le barème de points servant à établir le classement se décompose ainsi :
- Victoire : 3 points
- Match nul : 1 point
- Défaite : 0 point

### Classement
| Rang | Équipe                           | Pts | J  | G  | N | P  | Bp | Bc | Diff |
| ---- | -------------------------------- | --- | -- | -- | - | -- | -- | -- | ---- |
| 1    | Hard Rock FCT C                  | 46  | 18 | 15 | 1 | 2  | 45 | 13 | +32  |
| 2    | ASOMS Paradise                   | 44  | 18 | 14 | 2 | 2  | 54 | 17 | +37  |
| 3    | Queens Park Rangers              | 36  | 18 | 11 | 3 | 4  | 35 | 24 | +11  |
| 4    | Grenada Boys Secondary School FC | 29  | 18 | 8  | 5 | 5  | 26 | 27 | -1   |
| 5    | Carib Hurricanes FC              | 22  | 18 | 6  | 4 | 8  | 32 | 31 | +1   |
| 6    | Happy Hill FCP                   | 20  | 18 | 5  | 5 | 8  | 22 | 32 | -10  |
| 7    | Fontenoy United                  | 19  | 18 | 6  | 1 | 11 | 25 | 34 | -9   |
| 8    | Five Stars FCP                   | 16  | 18 | 4  | 4 | 10 | 23 | 42 | -19  |
| 9    | Eagle Super Strikers             | 15  | 18 | 4  | 3 | 11 | 19 | 38 | -19  |
| 10   | Ball Dogs FCP                    | 7   | 18 | 1  | 4 | 13 | 15 | 38 | -23  |

|  | Champion de Grenade 2013                                                             |
|  | Participation au barrage de promotion-relégation                                     |
|  | Relégation en First Division                                                         |
|  | T : Tenant du titre C : Vainqueur de la Coupe de Grenade P : Promu de First Division |

### Barrage de promotion-relégation
Five Stars FC, huitième de Premier Division, affronte le 3e de deuxième division, Police FC. 
| Équipe 1      | Résultat | Équipe 2       |
| ------------- | -------- | -------------- |
| Five Stars FC | 2 - 0    | (D2) Police FC |

- Les deux clubs se maintiennent au sein de leur championnat respectif.

## Bilan de la saison
| Championnat de Grenade de football 2013 |                         |
| Champion                                | Hard Rock FC (3e titre) |
| Coupes et trophées                      |                         |
| Vainqueur de la Coupe de Grenade 2013   | Hard Rock FC            |
| Qualifications continentales            |                         |
| CFU Club Championship 2014              | Aucun                   |
| Promotions et relégations               |                         |
| Promus en Premier Division              | Mount Rich FC           |
| Promus en Premier Division              | St. John's Sports       |
| Relégués en First Division              | Eagles Super Strikers   |
| Relégués en First Division              | Ball Dogs FC            |